# Israel en los Juegos Olímpicos de Tokio 2020
La participación de Israel en los Juegos Olímpicos de Tokio 2020 tuvo lugar entre el 23 de julio y 7 de agosto de 2021. Programados originalmente para el verano de 2020, los Juegos fueron pospuestos al año siguiente debido a la pandemia de COVID-19.
La participación de Israel en los Juegos Olímpicos fue regulada por el Comité Olímpico de Israel, así como por las federaciones deportivas nacionales de cada deporte que forma parte de la delegación israelí.

## Historia
Desde su debut en Heksinki 1952, Israel ha enviado deportistas a todas las ediciones de los Juegos Olímpicos de Verano, exceptuando Moscú 1980, a los que no asistió debido a su apoyo al boicot liderado por Estados Unidos. La participación de Israel en Tokio 2020 fue su aparición número 17 en los Juegos Olímpicos de Verano.
Por primera vez en una ceremonia de apertura de los Juegos Olímpicos, se guardó un momento de silencio en honor a las víctimas de la masacre de Munich en los Juegos Olímpicos de 1972 – los 11 atletas israelíes y el oficial de policía de Alemania Occidental que fueron asesinados por el grupo terrorista palestino Septiembre Negro.

## Detalles
Con 90 atletas en 15 deportes, fue la delegación olímpica más numerosa de la historia Israel en los Juegos Olímpicos, superando el récord de Río de Janeiro 2016, donde 47 atletas israelíes compitieron en 17 deportes. En Tokio, Israel se estrenó en varios deportes olímpicos, a saber, el surf (disciplina nueva en los Juegos de 2020), béisbol (deporte que regresa a los Juegos), tiro con arco y equitación.

### Medallistas
Los juegos de Tokio 2020 se saldaron con cuatro medallas olímpicas israelíes, dos de oro y dos de bronce, siendo el número record de medallas ganadas por Israel en una edición de los Juegos Olímpicos. El gimnasta artístico Artiom Dolgopiat ganó la medalla de oro en el ejercicio de suelo masculino, la primera medalla olímpica de Israel en gimnasia, y en gimnasia artística en particular. Linoy Ashram ganó el oro en gimnasia rítmica (completo -  la única modalidad olímpica de este deporte), siendo la primera medalla olímpica de Israel en gimnasia rítmica, y la segunda en gimnasia en general. Abishag Semberg obtuvo la medalla de bronce en taekwondo femenino, en la categoría de hasta 49 kilos, la primera medalla olímpica de Israel en taekwondo. El equipo nacional de judo ganó otra medalla de bronce, la primera medalla olímpica de un equipo israelí.
| Medalla           | Nombre                               | Deporte            | Evento                | Fecha       |
| ----------------- | ------------------------------------ | ------------------ | --------------------- | ----------- |
| Medalla de oro    | Artiom Dolgopiat                     | Gimnasia artística | Suelo masculino       | 1 de agosto |
| Medalla de oro    | Linoy Ashram                         | Gimnasia rítmica   | All Around (completo) | 6 de agosto |
| Medalla de bronce | Avishag Semberg                      | Taekwondo          | Mujeres hasta 49 kg   | 24 de julio |
| Medalla de bronce | Selección nacional de Judo de Israel | Judo               | Equipo mixto          | 31 de julio |